# George Butler (Jazzproduzent)
George Tucker Butler junior (* 2. September 1931 in Charlotte (North Carolina); † 9. April 2008 in Castro Valley, Kalifornien) war ein US-amerikanischer Jazzproduzent.
Butler wuchs in Charlotte auf, besuchte die Howard University und die Columbia University, wo er seinen Master-Abschluss in Musikerziehung machte. Butler blieb in New York und arbeitete für United Artists Records sowie ab 1972 für deren damaliges Sub-Label Blue Note Records. Als die Umsätze im Jazzbereich in den 1970er Jahren schrumpften, versuchte er dem mit Crossover-Projekten entgegenzuwirken, unter anderem mit den Fusion-Musikern Earl Klugh, Ronnie Laws, Bobbi Humphrey. Daneben produzierte er Jazzgrößen wie Horace Silver, Donald Byrd, Bobby Hutcherson, Elvin Jones, deren Verkaufszahlen nach Butlers Worten durch seine Erfolge mit Crossover-Projekten ebenfalls erhöht wurden. Ab Ende der 1970er Jahre war er bei Columbia Records als „Vicepresident for Jazz and progressive artists and repertory“ (A & R). Dort produzierte er u. a. Grover Washington und Billy Cobham, vor allem aber gelang es ihm Miles Davis nach fünfjähriger Pause 1980 wieder zu Aufnahmen zu überreden. Außerdem entdeckte er Anfang der 1980er Jahre Wynton Marsalis, den er zu Columbia holte und mit dem er dort auch in klassischem Musikumfeld aufnahm. Er produzierte auch eine Reihe weiterer „Young Lions“, wie Branford Marsalis, Terence Blanchard, Donald Harrison. Auch der Sänger Harry Connick wurde von ihm produziert. Butler war es auch um das äußere Auftreten seiner Musiker gelegen und bemühte sich, wie er in einem Interview 1993 sagte, in den 1980er Jahren einen „Dress-Code“ mit Anzug und Krawatte wie in der Bebop-Ära einzuführen. Mitte der 1990er Jahre verließ er Columbia. Er starb an Komplikationen einer Alzheimer-Krankheit.
Er war Ehrendoktor der University of North Carolina in Charlotte. Seine Tochter Bethany Butler ist Schauspielerin.